# Zahorčice (okres Strakonice)
Zahorčice jsou obec v okrese Strakonice v Jihočeském kraji v nadmořské výšce 603 metrů. Žije v ní 51 obyvatel. Leží v údolí pod kopcem Mladotický vrch v podhůří Šumavy.

## Historie
První písemná zmínka o obci pochází z roku 1227. Obec byla v té době věnována jako požitek klášteru svatému Jiří v Praze. V dalších stoletích patřila pánům z Dobrše, městu Vimperk i poslednímu Rožmberkovi Petru Vokovi. Od roku 1569 byla majetkem řádu maltézských rytířů ze Strakonic.
Postupně se obec rozrůstala a ještě v roce 1920 měla 270 obyvatel. V obci se nacházela obecná škola, hostinec a roku 1923 byl založen stále fungující Sbor dobrovolných hasičů.

## Současnost
V současnosti se obec stále zvelebuje. Má novou autobusovou zastávku a rekonstrukce čeká i místní hostinec a hasičskou zbrojnici.

## Obyvatelstvo
| Rok            | 1869 | 1880 | 1890 | 1900 | 1910 | 1921 | 1930 | 1950 | 1961 | 1970 | 1980 | 1991 | 2001 | 2011 | 2021 |
| -------------- | ---- | ---- | ---- | ---- | ---- | ---- | ---- | ---- | ---- | ---- | ---- | ---- | ---- | ---- | ---- |
| Počet obyvatel | 244  | 278  | 293  | 260  | 279  | 282  | 229  | 174  | 170  | 133  | 105  | 81   | 78   | 72   | 43   |
| Počet domů     | 40   | 45   | 45   | 48   | 49   | 49   | 48   | 45   | 41   | 36   | 28   | 33   | 34   | 35   | 36   |

## Obecní správa
Mezi lety 1850–1880 patřily Zahorčice jako osada obce k Jetišovu v okrese Strakonice. V letech 1880–1976 byly obcí. Od 1. dubna 1976 do 23. listopadu 1990 patřily jako část městyse k Česticím a od 24. listopadu 1990 jsou opět samostatnou obcí.

## Významní rodáci
- Miloslav Jiřinec (1924–1974), zeměměřický inženýr, pracovník památkové péče

## Galerie

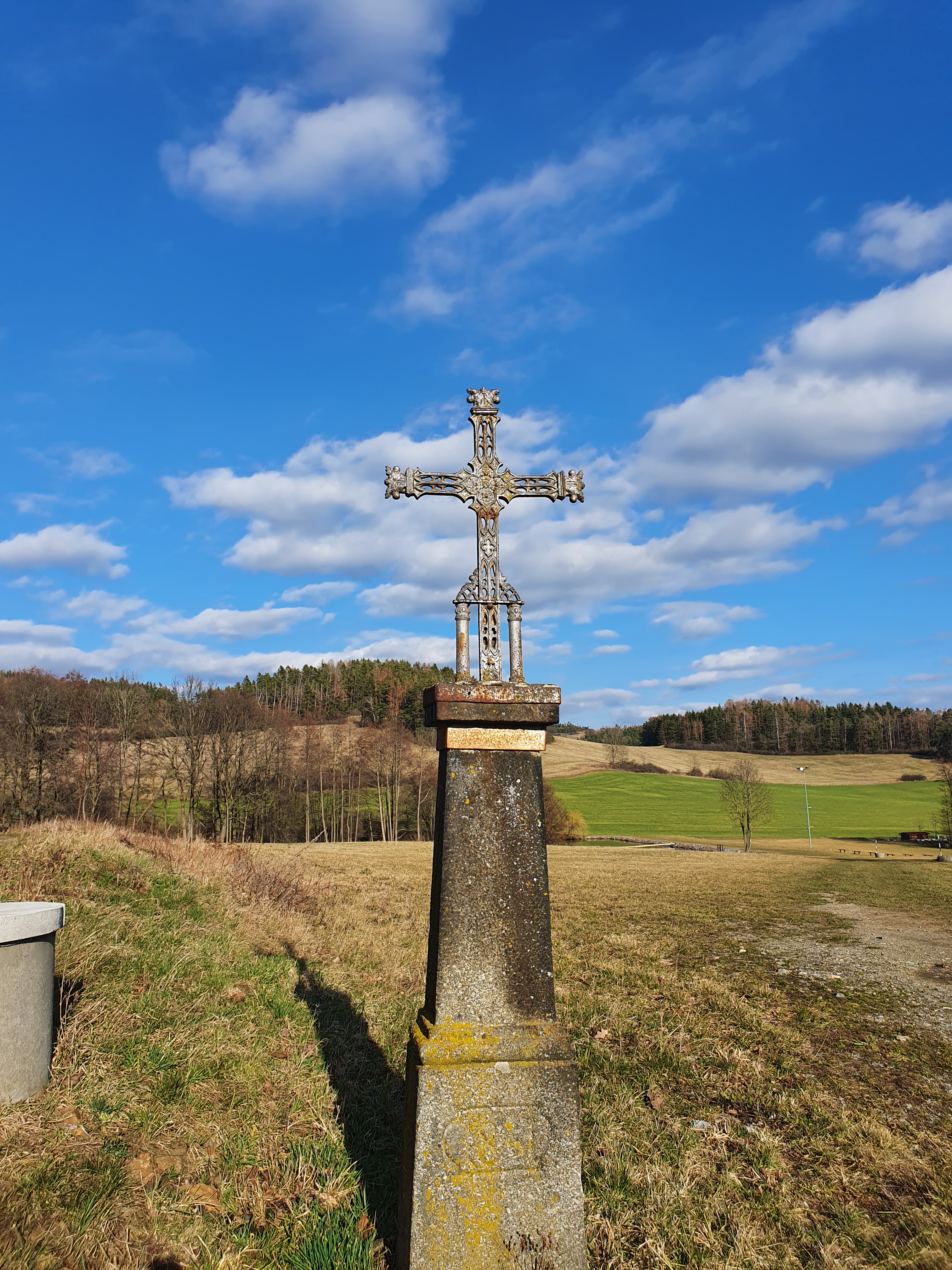
Kříž u cesty
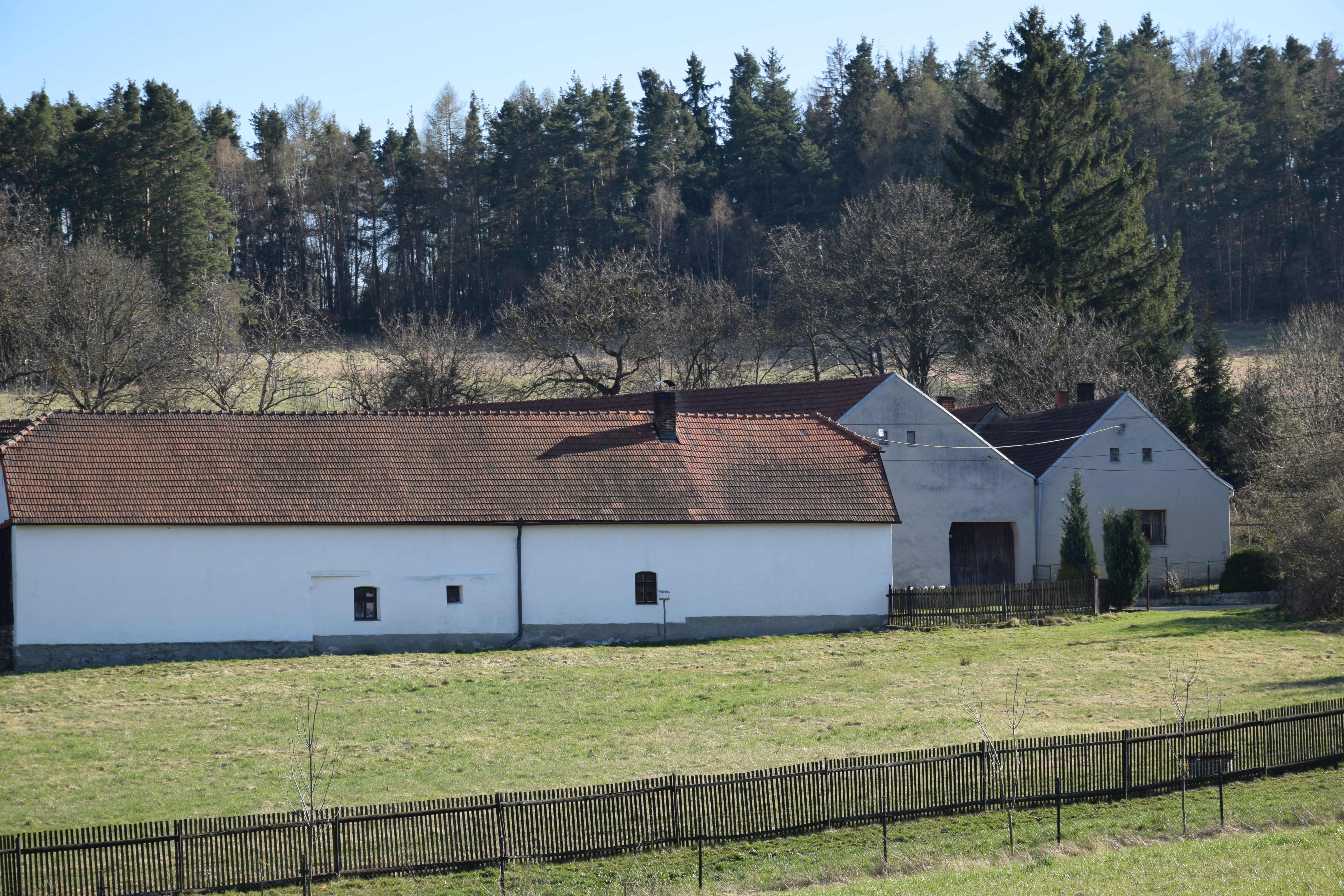
Domy se zahradou
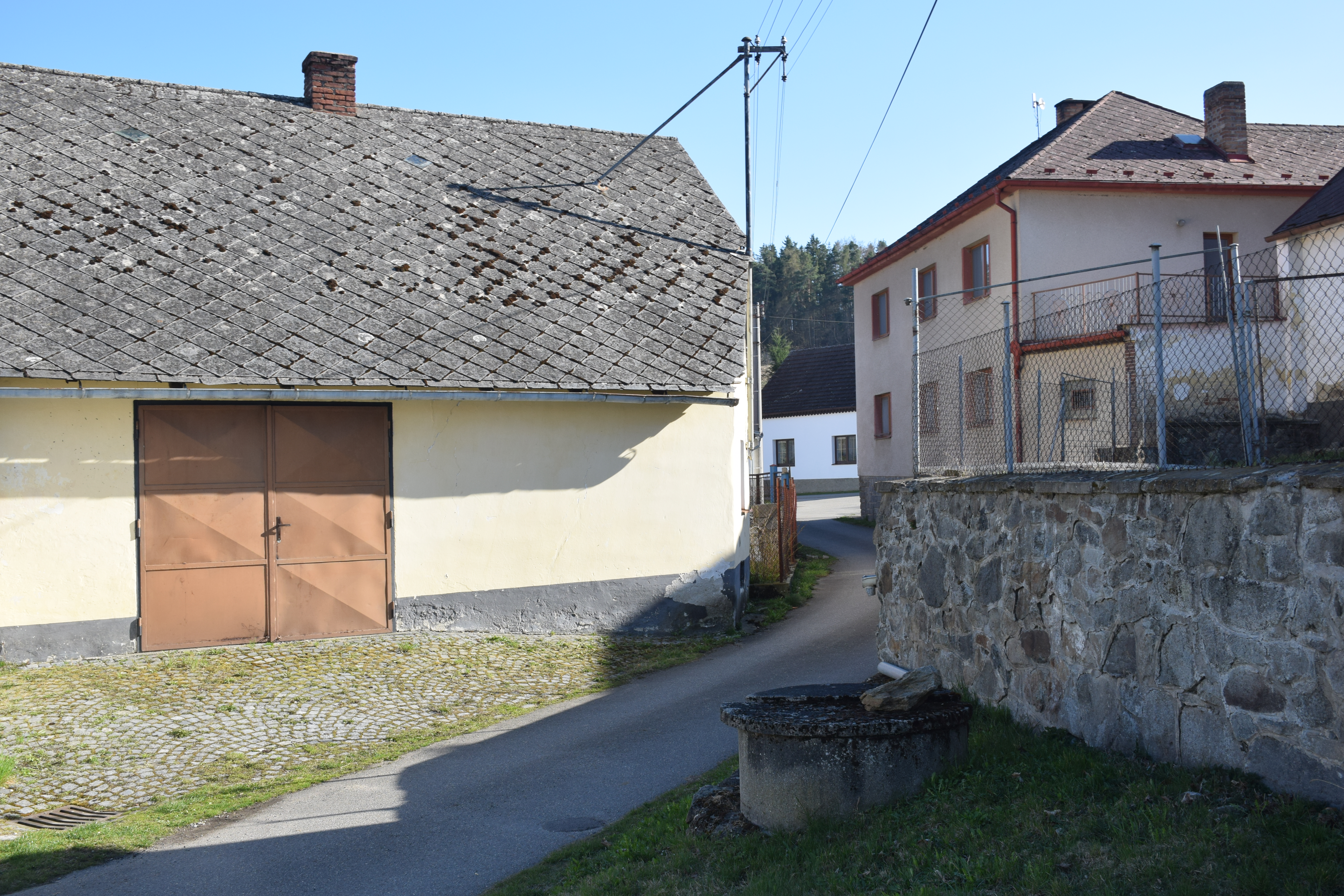
Cesta mezi domy